# Félix Siby
Félix Siby (Sette Cama, 18 januari 1942 - Libreville, 29 april 2006) was een Gabonees ambtenaar en politicus.
Siby is gepromoveerd in de economie aan de universiteit van Parijs.
Hij begon zijn bestuurlijke carrière als ambtelijk bestuurder. In 1973 werd hij adjunct-directeur van het ambtelijk kabinet van president Omar Bongo. Hetzelfde jaar werd hij voor drie jaren gedetacheerd bij het de Gabonese olieraffinage, de Société Gabonaise de Raffinage (SOGARA).
Eind jaren negentig kreeg hij diverse ministersposten in de Gabonese regering. Van 1997 tot 1999 was hij minister van de koopvaardijvloot, vervolgens van 1999 tot 2002 minister van planning, ontwikkeling en ruimtelijke ordening en van 2002 tot 2004 opnieuw minister van de koopvaardijvloot. Aansluitend was hij tot 2006 gedeputeerde van Ndougou te Gamba.